# Гетеротипізм
Гетеротипізм (англ. Heterotypism, нім. Heterotypie f) – у мінералогії структурні співвідношення мінералів, коли між ними немає подібності структур, або існує далека хімічна подібність. 
Наприклад, топаз – Al2[Fe2SiO4] і ставроліт – Al4Fe2+[OOHSiO4]2.

## Дотичний термін
ГЕТЕРОСТРУКТУРНИЙ, (рос.гетероструктурный, англ. heterostructural, нім. heterostrukturell) – такий, що відповідає гетеротипізму (про мінерал).